# Астероид класса P
Спектральный класс P — это класс астероидов, включающий в себя объекты с довольно низким альбедо, колеблющимся от 0,02 до 0,07, и ровным красноватым спектром без чётких линий поглощения. Такими свойствами обладают силикаты, богатые углеродом или органическими 
веществами. Из них состоят, например, частички межпланетной пыли, которая, вероятно, 
заполняла и околосолнечный протопланетный диск еще до образования планет. На основе этого 
сходства можно предполагать, что P-астероиды являются наиболее древними, 
малоизменёнными телами пояса астероидов, не претерпевшими значительных изменений с момента образования. Такие астероиды могут быть богаты углеродом и силикатами, возможно, вперемешку с водяным льдом. 
Астероиды этого класса встречаются на расстояниях не ближе 2,6 а. е. от Солнца, а преобладают во внешних частях пояса астероидов и распространяются не только за пределы астероидного кольца, но и за пределы орбиты Юпитера. А максимальное сосредоточение астероидов этого класса, также как и астероидов других тёмных классов, наблюдается на расстоянии 4 а. е.
Наиболее заметными астероидами данного класса являются: (46) Гестия, (65) Кибела , (76) Фрейя, (87) Сильвия, (153) Хильда и (476) Гедвиг.

## Классификация
Классификация Толена была создана в 1984 году Дэвидом Толеном на основании своей докторской диссертации, на основании широкополосных измерений спектра и альбедо группы из 110 астероидов. Первоначально все астероиды с необычными спектрами, которые невозможно было классифицировать ни к S, ни к C классам относили к отдельному классу U. Позднее в 1976 году некоторые из астероидов U класса выделили в отдельный класс железных астероидов класс M.
Примерно в 1981 году астероиды, имеющие спектральные характеристики как у М класса, но обладающие более низким альбедо выделяют в отдельный класс X, которые затем переименовывается в класс DM (тёмные M) или PM (псевдо M), пока, наконец, не получают собственное постоянное обозначение в классификации как класс P (где P указывает на «псевдо-М»).